# Muzeum Starożytnego Hutnictwa Mazowieckiego w Pruszkowie
Muzeum Starożytnego Hutnictwa Mazowieckiego im. Stefana Woydy – placówka utworzona 1 czerwca 1975 roku w Pruszkowie.
Założycielem i wieloletnim dyrektorem był mgr Stefan Woyda. Po jego śmierci stanowisko objęła mgr Dorota Słowińska. Główna działalność muzeum archeologicznego skupia się wokół Mazowieckiego Centrum Metalurgicznego, drugiego co do wielkości centrum hutniczego w "barbarzyńskiej" Europie.

## Historia
W trakcie prowadzonych w latach 1968-1975 r. prac archeologicznych, pod kierunkiem ówczesnego Wojewódzkiego Konserwatora Zabytków Stefana Woydy, dokonano jednego z najbardziej znaczących odkryć w historii powojennej archeologii. Z badań wynika, że w okresie kultury przeworskiej na Równinie Łowicko-Błońskiej istniał jeden z najważniejszych ośrodków metalurgicznych w Europie. Odkrycie to stało się impulsem do utworzenia placówki muzealnej skupiającej się na gromadzeniu materiałów z wykopalisk, prowadzeniu prac badawczych oraz popularyzacji. Muzeum Starożytnego Hutnictwa Mazowieckiego zostało powołane 1 czerwca 1975 roku w Pruszkowie.

### Siedziba
Na siedzibę muzeum przeznaczono zrujnowaną oficynę dworską pałacu Potulickich w Pruszkowie. Po trwającej 12 lat renowacji, prowadzonej przy współudziale warszawskiego oddziału Pracowni Konserwacji Zabytków, działalność placówki w odnowionym budynku zainaugurował wykład prof. Henryka Samsonowicza pt. "Mazowsze, nasza mała ojczyzna. O pożytkach płynących z historycznych badań regionalnych".
Obecna bryła budynku składa się z dziewiętnastowiecznych części: północnej – mieszkalnej oraz południowej – oranżerii, połączonych na początku XX wieku częścią środkową. Klasycystyczna oficyna dworska jest częścią większego założenia pałacowo-parkowego, noszącego swą nazwę od nazwiska ostatnich właścicieli. Całość uzupełnia stylowy ogród.

## Działalność

### Wystawa stała: "Przedświt. Mazowieckie Centrum Metalurgiczne z przełomu er"
Wystawa ma na celu przybliżenie i popularyzację wiedzy na temat istniejącego na przełomie er Mazowieckiego Centrum Metalurgicznego, jednego z najważniejszych odkryć w powojennej archeologii polskiej. Dzięki zastosowaniu nowoczesnych rozwiązań scenograficznych i środków multimedialnych, przenosi odwiedzających w świat pogranicza Imperium Rzymskiego i Barbaricum oraz do położonych na północ terenów objętych panowaniem Lugiów i Wandalów. Prezentowane są liczne rekonstrukcje przedmiotów codziennego użytku, broni, narzędzi, ozdób wykonanych z poroża, żelaza, szkła i drewna. Ponadto na potrzeby wystawy wykonano pełne, wierne źródłom archeologicznym uzbrojenie i ubranie legionistów rzymskich oraz strój zamożnego obywatela. Dla dzieci przewidziano kącik edukacyjny i aplikację multimedialną.

### Lekcje, warsztaty, prelekcje
W skład działań popularyzatorsko-dydaktycznych placówki wchodzą lekcje muzealne, przeznaczone dla dzieci, młodzieży i dorosłych. W trakcie spotkań uczestnicy maja możliwość zapoznania się ze standardowymi i multimedialnymi pomocami dydaktycznymi przedstawiającymi pradzieje Mazowsza, historię Pruszkowa oraz oryginalnymi zabytkami archeologicznymi i ich replikami. Na zajęciach warsztatowych słuchacze mają możliwość wzięcia aktywnego udziału w poznawaniu starych technik: tkackich, kucia żelaza, rozcierania ziaren, lepienia naczyń z gliny, pieczenia podpłomyków i innych. Zajęcia edukacyjne mają formę wykładów popularnonaukowych, pogadanek, dyskusji, warsztatów, doświadczeń, pokazów czy też dramy. Od początku swojego istnienia muzeum organizuje prelekcje popularnonaukowe skupione wokół zagadnień archeologicznych i historycznych. 

### Biblioteka
Muzeum udostępnia zainteresowanym czytelnię naukową. Księgozbiór składa się z ponad 5000 woluminów, głównie o tematyce z zakresu archeologii oraz historii i sztuki. Materiały naukowe uzupełniają książki i czasopisma o różnorodnej tematyce, a także liczne pozycje encyklopedyczne i słowniki.
Czytelnia Muzeum czynna jest od poniedziałku do piątku w godz. 9:00-15:00.

### Koncerty
W oranżerii muzeum odbywają się cykliczne koncerty kameralne, na które zapraszani są wybitni polscy muzycy i aktorzy. 